# Crocallis inexpectata
Crocallis inexpectata is een vlinder uit de familie van de spanners (Geometridae). De wetenschappelijke naam van de soort is voor het eerst geldig gepubliceerd in 1940 door Georg Warnecke.